# Ambulance (film)
Ambulance è un film del 2022 diretto da Michael Bay.
La pellicola, con protagonisti Jake Gyllenhaal, Yahya Abdul-Mateen II e Eiza González, è il remake dell'omonimo film danese del 2005 diretto da Laurits Munch-Petersen.

## Trama
Una coppia di ladri cerca di mettere a segno una rapina in banca in pieno centro a Los Angeles. Quando il colpo va male, i due decidono di dirottare un'ambulanza per tentare di fuggire.

## Produzione
Le riprese del film, iniziate l'11 gennaio 2021 a Los Angeles, sono durate poco più di 2 mesi e sono terminate il 18 marzo.

## Promozione
Il primo trailer del film è stato diffuso il 21 ottobre 2021.

## Distribuzione
Il film è stato distribuito nelle sale cinematografiche italiane a partire dal 23 marzo 2022 ed in quelle statunitensi dall'8 aprile e dopo quarantacinque giorni su Peacock TV.

### Divieti
Negli Stati Uniti d'America la MPAA ha classificato il film come vietato ai minori di 17 anni non accompagnati da un adulto per la presenza di "intensa violenza, immagini cruente e linguaggio scurrile".

### Edizione italiana
La direzione del doppiaggio e i dialoghi italiani sono curati da Simone Mori per conto della CDC Sefit Group che si è occupata anche della sonorizzazione.

## Accoglienza

### Incassi
Il film ha incassato 51828557 $ in tutto il mondo.

### Critica
Sull'aggregatore di recensioni Rotten Tomatoes il film riceve il 68% delle recensioni professionali positive con un voto medio di 5,80 su 10 basato su 249 recensioni, mentre su Metacritic ha un punteggio di 55 su 100 basato su 55 recensioni.
La rivista Best Movie ha posizionato il film al sedicesimo posto dei migliori del 2022.

## Riconoscimenti
- 2022 - Saturn Award[13]
  - Candidatura per il miglior film thriller
  - Candidatura per il miglior montaggio a Pietro Scalia, Doug Brandt e Calvin Wimmer